# قائمة الأحزاب السياسية في مصر
الأحزاب السياسية في مصر قبل ثورة 25 يناير 2011 بلغ عددها 84 حزبًا سياسيًا قانونيًا. إلا أن العديد منها لم يكن يتعدى مقرا وجريدة، وذلك بسبب غياب الديمقراطية الحقيقية في مصر. إلا أنه بعد الثورة أعلنت عدة جهات تأسيسها لأحزاب سياسية جديدة.
كان الحزب الوطني الديمقراطي هو الحزب الحاكم حتى ثورة 25 يناير، وكان يرأسه حسني مبارك. وصدر حكما قضائيا بحله في 16 إبريل 2011 في أعقاب ثورة 25 يناير.
الحزب الجمهورى الديمقراطى تأسس عام ٢٠١٩ وكيل المؤسسين ورئيس الحزب المستشار الدكتور تامر قبودان ونائب رئيس الحزب الدكتور محمد عيسوى وامين لجنة السياسات المهندس محمد قبودان

## أحزاب قانونية
| الاسم                         | الايديولوجية       | تاريخ التأسيس |
| ----------------------------- | ------------------ | ------------- |
| حزب شعب مصر                   | جماهيري            | 2023          |
| حزب مصر المستقبل              | معتدل              | 2012          |
| حزب مصر اكتوبر                | حزب سياسي          | 2023          |
| حزب الوسط الجديد              | إسلام سياسي        | 2011          |
| حزب التحالف الشعبي الاشتراكي  | اشتراكي            | 2011          |
| النور                         | إسلام سياسي        | 2011          |
| الفضيلة                       | إسلام سياسي        | 2011          |
| الأصالة                       | إسلام سياسي        | 2011          |
| حزب الإصلاح والنهضة           | وطني اجتماعي محافظ | 2011          |
| العدل                         | وسطى محافظ         | 2011          |
| الكرامة                       | ناصرية             | 2011          |
| العربي الديمقراطي الناصري     | ناصرية             | 1992          |
| المصري الديمقراطي الاجتماعي   | ليبرالية اشتراكية  | 2011          |
| حزب نصر بلادي                 | ديمقراطي اجتماعي   | 2012          |
| النهضة                        | إسلام سياسي        | 2011          |
| مصر الحرية                    | ليبرالية           | 2011          |
| المصريين الأحرار              | ليبرالية           | 2011          |
| حزب المصريين                  | ليبرالية           | 2011          |
| الوفد الجديد                  | ليبرالية           | 1978          |
| الخضر                         | غير واضحة          | 1990          |
| الاتحاد الديمقراطي            | غير واضحة          | 1990          |
| حزب مصر 2000                  | غير واضحة          | 2001          |
| حزب الجيل الديمقراطي          | غير واضحة          | 2002          |
| الحزب الدستوري الاجتماعي الحر | غير واضحة          | 2004          |
| حزب الغد                      | ليبرالية           | 2004          |
| حزب شباب مصر                  | غير واضحة          | 2005          |
| حزب السلام الديمقراطي         | غير واضحة          | 2005          |
| الحزب الجمهوري الحر           | غير واضحة          | 2006          |
| التغيير والتنمية              | غير واضحة          | 2011          |
| التجمع الوطني التقدمي الوحدوي | يسارية             | 1977          |
| الأمة                         | يسارية             | 1982          |
| العمال الديمقراطي             | يسارية             | 2011          |
| الشيوعي                       | أقصى اليسار        | 2011          |
| مصر العربي الاشتراكي          | اشتراكي            | 1976          |
| حزب الأحرار الاشتراكيين       | اشتراكي            | 1976          |
| الحرية                        |                    | 2011          |
| البناء والتنمية               | إسلام سياسي        | 2011          |
| حزب غد الثورة                 | ليبرالى            | 2011          |
| حزب الحضارة                   | يساري وسطي         | 2011          |
| حزب الدستور                   | يساري وسطي         | 2012          |
| حزب مصر القوية                | وسطي               | 2012          |
| حزب السادات الديمقراطي        | غير معروف          | 2014          |
| حزب الحركة الوطنية المصرية    | غير معروف          | 2013          |
| حزب الأحرار الدستوريين الجديد | غير واضحة          | 2013          |
| حزب فرسان مصر                 | غير معروف          | 2013          |
| حزب مستقبل وطن                | مدنية ليبرالية     | 2014          |
| حزب إرادة جيل                 | ليبرالي            | 2019          |
| حزب الحرية المصري             | غير واضحة          | 2011          |
| حزب الشعب الجمهوري            | مدنية ليبرالية     | 2012          |
| الحزب الليبرالي المصري        | ليبرالية           | 2023          |
| حزب الثورة                    | ليبرالى وسطى معتدل | 2011          |

## أحزاب تم دمجها في أحزاب أو كيانات قانونية أخرى
هذه الأحزاب تم دمجها مع أحزاب تتشابه في أيديولوجيتها السياسية ليكونا حزب واحد.
| الاسم                   | الايديولوجية | تاريخ التأسيس | الاسم بعد الدمج      | تاريخ الدمج     |
| ----------------------- | ------------ | ------------- | -------------------- | --------------- |
| حزب الجبهة الديموقراطية | ليبرالي      | 2007          | حزب المصريين الأحرار | 21 ديسمبر 2013م |

## أحزاب تم حلها
هذه الأحزاب تم حلها بحكم قضائي نهائي.
| الاسم                   | الايديولوجية | تاريخ التأسيس | تاريخ الحل     | ملاحظات                                                                                |
| ----------------------- | ------------ | ------------- | -------------- | -------------------------------------------------------------------------------------- |
| الحزب الوطني الديمقراطي | يمين الوسط   | 1978          | 16 أبريل 2011  | قيادات الحزب: محمد حسني مبارك، صفوت الشريف                                             |
| حزب الحرية والعدالة     | إسلام سياسي  | 2011          | 9 أغسطس 2014   | قيادات الحزب: سعد الكتاتني، عصام العريان، محمد البلتاجي                                |
| حزب الاستقلال           | إسلامي قومي  | 2011          | 29 سبتمبر 2014 | قيادات الحزب: مجدي أحمد حسين، مجدي قرقر، عبد الحميد بركات، نجلاء القليوبي، ضياء الصاوي |

## أحزاب قانونية مجمد نشاطها بسبب التنازع على رئاستها
- حزب العمل المصري: تأسس عام 1978، وكيل المؤسسين هو إبراهيم شكري، تم الاتفاق على إبراهيم شكري رئيسا للحزب، وبرغم ذلك لم يتم إلغاء التجميد.
- حزب مصر الفتاة: تأسس عام 1990، وكيل المؤسسين هو أحمد حسنين، والرئيس المؤقت الوصيف عيد الوصيف (تنازع على رئاسة الحزب).
- حزب الشعب الديمقراطي: تأسس عام 1992، وكيل المؤسسين هو أنور عفيفي. تم تنشيط الحزب عام 2007 ورئيس الحزب حاليا خالد فؤاد حافظ ونائب رئيس الحزب إبراهيم إلياس.[14][15]

## أحزاب وقوى غير معترف بها من الحكومة المصرية
هذه القوى لم تكن الحكومة المصرية تعترف بها قبل ثورة 25 يناير 2011:
- حزب التحرير مصر حزب التحرير ويرأسه عطا أبو الرشتة.
- الحزب الشيوعي المصري.
- منظمة الاشتراكيين الثوريين.
- حزب الاصلاح والتنمية ويرأسه محمد أنور عصمت السادات.
- الجماعة الإسلامية وتم تحويلها من النشاط العسكري إلى جمعية خيرية.
- حزب تحيا مصر إدارة شعب ويراسه عزت البربري